# Alenka Cuderman
Alenka Cuderman (Kranj, 13 de junho de 1961) é uma ex-handebolista profissional iugoslava, campeã olímpica.
Alenka Cuderman fez parte da geração medalha de ouro em Los Angeles 1984.